# 1994–1995-ös magyar női kosárlabda-bajnokság
Az 1994–1995-ös magyar női kosárlabda-bajnokság az ötvennyolcadik magyar női kosárlabda-bajnokság volt. Huszonhét csapat indult el, az előző évi első négy helyezett (mivel nem vállalta minden csapat, ezért hátrébb végzettek is indulhattak) a magyar és szlovák, illetve magyar és horvát csapatok részvételével tartott kupákban szerepelt, a többiek az előző évi szereplés alapján két csoportban (A csoport: 5-16. helyezettek, B csoport: 17-24. helyezettek plusz a három feljutó) két kört játszottak. Az alapszakasz után a kupákban szereplő négy csapat és az A csoport 1-4. helyezettjei az egymás elleni eredményeiket megtartva a másik csoportból jövőkkel újabb két kört játszottak, majd play-off rendszerben játszottak a bajnoki címért. Az A csoport 5-8. helyezettjei play-off rendszerben játszottak a helyezésekért. Az A csoport 9-12. és a B csoport 1-4. helyezettjei az egymás elleni eredményeiket megtartva a másik csoportból jövőkkel újabb két kört játszottak, majd play-off rendszerben játszottak az A csoportba kerülésért. A B csoport 5-11. helyezettjei az egymás elleni eredményeiket megtartva a másik csoportból jövőkkel újabb két kört játszottak a kiesés elkerüléséért.
Az SZSE Sabaria új neve Szombathelyi SE lett.
A Tatabányai SC új neve Tatabányai KC lett.

## Alapszakasz

### Kiemelt csoport
| #  | Csapat            | M | Gy | V | K+  | K-  | P  |
| -- | ----------------- | - | -- | - | --- | --- | -- |
| 1. | BSE               | 6 | 6  | 0 | 497 | 386 | 12 |
| 2. | Diósgyőri KSK-SeM | 6 | 4  | 2 | 508 | 412 | 10 |
| 3. | BSC Szarvas       | 6 | 2  | 4 | 432 | 473 | 8  |
| 4. | BEAC-Mol Rt.      | 6 | 0  | 6 | 314 | 480 | 6  |

### A csoport
| #   | Csapat               | M  | Gy | V  | K+   | K-   | P  |
| --- | -------------------- | -- | -- | -- | ---- | ---- | -- |
| 1.  | Pécsi VSK-Dália      | 22 | 20 | 2  | 1782 | 1309 | 42 |
| 2.  | Tungsram SC          | 22 | 19 | 3  | 1698 | 1424 | 41 |
| 3.  | Soproni Postás       | 22 | 17 | 5  | 1740 | 1502 | 39 |
| 4.  | MTK                  | 22 | 15 | 7  | 1673 | 1488 | 37 |
| 5.  | Soproni VSE-GYSEV    | 22 | 14 | 8  | 1665 | 1441 | 36 |
| 6.  | Szombathelyi SE      | 22 | 13 | 9  | 1621 | 1591 | 35 |
| 7.  | Szolnoki MÁV MTE     | 22 | 7  | 15 | 1505 | 1684 | 29 |
| 8.  | Univer Kecskeméti SC | 22 | 7  | 15 | 1399 | 1674 | 29 |
| 9.  | Közgáz-Matáv SC      | 22 | 6  | 16 | 1618 | 1836 | 28 |
| 10. | Zala Volán MTE       | 22 | 6  | 16 | 1551 | 1773 | 28 |
| 11. | KSC Szekszárd        | 22 | 5  | 17 | 1450 | 1681 | 27 |
| 12. | Szegedi TE           | 22 | 3  | 19 | 1495 | 1794 | 25 |

### B csoport
| #   | Csapat                          | M  | Gy | V  | K+   | K-   | P  |
| --- | ------------------------------- | -- | -- | -- | ---- | ---- | -- |
| 1.  | Ikarus KC                       | 20 | 19 | 1  | 1691 | 1120 | 39 |
| 2.  | MÁV Nagykanizsai TE-Kanizsa Sör | 20 | 18 | 2  | 1564 | 1259 | 38 |
| 3.  | Bajai TK-Elma                   | 20 | 13 | 7  | 1514 | 1313 | 33 |
| 4.  | Egis-OSC                        | 20 | 12 | 8  | 1518 | 1273 | 32 |
| 5.  | Testnevelési Főiskola SE        | 20 | 11 | 9  | 1291 | 1278 | 31 |
| 6.  | Nagykőrösi KK                   | 20 | 11 | 9  | 1491 | 1454 | 31 |
| 7.  | Monori SE                       | 20 | 10 | 10 | 1525 | 1544 | 30 |
| 8.  | Pécsi PTSE                      | 20 | 9  | 11 | 1400 | 1471 | 29 |
| 9.  | Egri TK                         | 20 | 4  | 16 | 1140 | 1459 | 24 |
| 10. | Tatabányai KC                   | 20 | 2  | 18 | 1127 | 1664 | 22 |
| 11. | Pécsi EAC                       | 20 | 1  | 19 | 1172 | 1598 | 21 |

* M: Mérkőzés Gy: Győzelem V: Vereség K+: Dobott kosár K-: Kapott kosár P: Pont

## Rájátszás

### 1–8. helyért
| #  | Csapat            | M  | Gy | V  | K+   | K-   | P  |
| -- | ----------------- | -- | -- | -- | ---- | ---- | -- |
| 1. | BSE               | 14 | 12 | 2  | 1030 | 900  | 26 |
| 2. | Tungsram SC       | 14 | 11 | 3  | 969  | 865  | 25 |
| 3. | Pécsi VSK-Dália   | 14 | 10 | 4  | 1037 | 848  | 24 |
| 4. | Diósgyőri KSK-SeM | 14 | 7  | 7  | 1076 | 989  | 21 |
| 5. | Soproni Postás    | 14 | 7  | 7  | 1018 | 957  | 21 |
| 6. | MTK               | 14 | 5  | 9  | 990  | 982  | 19 |
| 7. | BSC Szarvas       | 14 | 4  | 10 | 924  | 1115 | 18 |
| 8. | BEAC-Mol Rt.      | 14 | 0  | 14 | 730  | 1118 | 14 |

Selejtező a 9-12. helyezetteknek: Soproni VSE-GYSEV–Univer Kecskeméti SC 95–55, 69–49, 82–47 és Szombathelyi SE–Szolnoki MÁV MTE 70–86, 76–88, 68–65, 59–72
Nyolcaddöntő a selejtező győztesei és a körmérkőzés 7-8. helyezettjei között: BSC Szarvas–Szolnoki MÁV MTE 63–60, 58–68, 68–62 és BEAC-Mol Rt.–Soproni VSE-GYSEV 66–80, 67–71
Negyeddöntő: BSE–Soproni VSE-GYSEV 76–68, 83–89, 81–71, 68–72, 76–75 és Tungsram SC–BSC Szarvas 96–36, 81–60, 92–60 és Pécsi VSK-Dália–MTK 73–44, 58–54, 65–61 és Diósgyőri KSK-SeM–Soproni Postás 73–69, 68–66, 91–74
Elődöntő: Tungsram SC–Pécsi VSK-Dália 69–74, 47–73, 74–81 és BSE–Diósgyőri KSK-SeM 71–61, 77–81, 89–80, 69–75, 100–81
Döntő: BSE–Pécsi VSK-Dália 78–86, 76–81, 76–80
3. helyért: Tungsram SC–Diósgyőri KSK-SeM 94–101, 70–91, 57–74
5–8. helyért: Soproni Postás–Soproni VSE-GYSEV 95–73, 71–90, 57–64 és MTK–BSC Szarvas 71–77, 85–54, 69–60
5. helyért: MTK–Soproni VSE-GYSEV 67–70, 78–86
7. helyért: Soproni Postás–BSC Szarvas 86–69, 74–68

### 9–20. helyért
| #   | Csapat                          | M  | Gy | V  | K+   | K-   | P  |
| --- | ------------------------------- | -- | -- | -- | ---- | ---- | -- |
| 13. | Zala Volán MTE                  | 14 | 12 | 2  | 1122 | 950  | 26 |
| 14. | Ikarus KC                       | 14 | 11 | 3  | 1092 | 935  | 25 |
| 15. | KSC Szekszárd                   | 14 | 9  | 5  | 1078 | 1019 | 23 |
| 16. | Közgáz-Matáv SC                 | 14 | 8  | 6  | 1096 | 1019 | 22 |
| 17. | Szegedi TE                      | 14 | 6  | 8  | 1056 | 1080 | 20 |
| 18. | MÁV Nagykanizsai TE-Kanizsa Sör | 14 | 5  | 9  | 986  | 1043 | 19 |
| 19. | Egis-OSC                        | 14 | 3  | 11 | 876  | 1050 | 17 |
| 20. | Bajai TK-Elma                   | 14 | 2  | 12 | 901  | 1111 | 16 |

9–16. helyért: BEAC-Mol Rt.–Közgáz-Matáv SC 80–73, 73–78, 77–80, 78–85 és Szolnoki MÁV MTE–KSC Szekszárd 87–78, 63–80, 74–66, 86–81 és Szombathelyi SE–Ikarus KC 67–62, 49–42, 79–66 és Univer Kecskeméti SC–Zala Volán MTE 72–80, 73–69, 73–78, 62–60, 78–53
9–12. helyért: Szolnoki MÁV MTE–Szombathelyi SE 77–78, 62–58, 78–71 és Univer Kecskeméti SC–Közgáz-Matáv SC 91–70, 66–89, 101–63
9. helyért: Szolnoki MÁV MTE–Univer Kecskeméti SC 63–58, 77–74
11. helyért: Szombathelyi SE–Közgáz-Matáv SC 92–76, 80–95 (félbeszakadt), ?
13–16. helyért: BEAC-Mol Rt.–Zala Volán MTE 63–66, 52–72 és Ikarus KC–KSC Szekszárd 69–72, 68–76
13. helyért: Zala Volán MTE–KSC Szekszárd 96–74, 73–62
15. helyért: BEAC-Mol Rt.–Ikarus KC 76–73, 57–74, 57–67
17–20. helyért: Szegedi TE–Bajai TK-Elma 92–69, 65–59 és MÁV Nagykanizsai TE-Kanizsa Sör–Egis-OSC 75–61, 57–64, 72–64
17. helyért: Szegedi TE–MÁV Nagykanizsai TE-Kanizsa Sör ?, 64–91, 87–54
19. helyért: Egis-OSC–Bajai TK-Elma 62–66, 97–106

### 21–27. helyért
| #   | Csapat                   | M  | Gy | V  | K+   | K-   | P  |
| --- | ------------------------ | -- | -- | -- | ---- | ---- | -- |
| 21. | Monori SE                | 24 | 19 | 5  | 1809 | 1538 | 43 |
| 22. | Testnevelési Főiskola SE | 24 | 17 | 7  | 1586 | 1421 | 41 |
| 23. | Pécsi PTSE               | 24 | 17 | 7  | 1843 | 1619 | 41 |
| 24. | Nagykőrösi KK            | 24 | 14 | 10 | 1741 | 1592 | 38 |
| 25. | Egri TK                  | 24 | 6  | 18 | 1409 | 1655 | 30 |
| 26. | Pécsi EAC                | 24 | 5  | 19 | 1506 | 1693 | 29 |
| 27. | Tatabányai KC            | 24 | 5  | 19 | 1338 | 1714 | 29 |

Megjegyzés: A ?-lel jelölt meccsek eredményét a Nemzeti Sport nem közölte.